# Lilly Malnik
 Lilly Malnik (geboortenaam  Appelbaum, Antwerpen, 1928) is een Belgisch-Amerikaans Holocaustoverlevende die heeft meegeholpen met het opzetten van het United States Holocaust Memorial Museum.

## Tweede Wereldoorlog
Malniks moeder liet haar in 1942, toen de Duitse bezetter begon met de deportatie van Belgische Joden, een tonsillectomie ondergaan zodat ze niet ziek zou worden tijdens het onderduiken.Terwijl ze in het ziekenhuis lag te herstellen, werd haar zus gedeporteerd naar Auschwitz na te zijn aangegeven door de persoon die haar zou moeten helpen onderduiken. Korte tijd later werden Malniks moeder en broer opgepakt en ook naar Auschwitz gedeporteerd.
Lilly Malnik zat ondergedoken bij haar oom en tante in een buitenwijk van Brussel. In de lente van 1944 werden ze ontdekt, gearresteerd en naar Kazerne Dossin afgevoerd. Na weken in het kamp in Mechelen te hebben gezeten werden ze op 19 mei 1944 op het vijfentwintigste transport gezet van Mechelen naar Auschwitz-Birkenau. Ter plaatse werd ze gescheiden van haar oom en tante en werd ze in het registratieproces tweemaal getatoeëerd met een kampnummer. Ze werd gedwongen tewerkgesteld in de keuken van het kamp.
In januari 1945 werd Malnik op dodenmars gestuurd van  Auschwitz naar concentratiekamp Bergen-Belsen. Aldaar liep ze vlektyfus op. Het kamp werd bevrijd op 15 april 1945. Na de bevrijding lag Malnik twee maanden in een veldhospitaal, waarna zij door het Rode Kruis werd teruggebracht naar België waar ze werd herenigd met een andere tante. Haar gedeporteerde familieleden overleefden de Holocaust niet.

## Na de oorlog
Malnik emigreerde in 1947 naar de Verenigde Staten en daar ontmoette ze Litouwse Holocaustoverlevende Abraham 'Abe' Malnik met wie ze trouwde. Het koppel hielp met het opzetten van het United States Holocaust Memorial Museum. Abe overleed in 2007. Een video op het Sociale mediaplatform TikTok van Malniks kleindochter, waarin Malnik vertelt over drugs die werden gegeven aan vrouwelijke gevangenen in Auschwitz ter voorkoming van menstruatie, is gebruikt in een Canadese studie naar onvruchtbaarheid onder Holocaustoverlevers.